# 33681 Wamsley
33681 Wamsley este o planetă minoră (asteroid), cu un diametru de 1,864 km, din centura de asteroizi. A fost descoperită pe 13 mai 1999 la Experimental Test Site⁠(d) de Lincoln Near-Earth Asteroid Research. 
Obiectul prezintă o orbită caracterizată de o semiaxă mare de 2,4048131 UAi, o excentricitate de 0,12, o înclinație de 2,25287 ° în raport cu ecliptica.